# Градієнт температури
Градіє́нт температу́ри або температу́рний градіє́нт (англ. temperature gradient) — векторна фізична величина, що характеризує змінювання температури на одиницю довжини по нормалі до ізотермічної поверхні, спрямованій у бік зростання температури. У Міжнародній системі одиниць SI вимірюється у кельвінах на метр (К/м).
Поняття температурного градієнту (градієнту температури) використовується в метеорології, геофізиці, кліматології та суміжних до них галузях, а також у будівельній справі, металургії, неруйнівному тепловому контролі тощо.

## Математичний опис
Температура характеризує тепловий стан тіла, вказуючи на ступінь його нагрітості. І якщо в тілі відбувається процес теплопровідності, значить температура різних його ділянок є різною. Сукупність значень температури для всіх точок тіла у даний момент часу називається температурним полем. Рівняння температурного поля має вигляд:
{\displaystyle T=T(x,y,z,t),}
де x, y і z — декартові координати точки тіла, яка розглядається;
t — час.
Якщо температура змінюється в часі, таке температурне поле називається нестаціонарним, воно відповідає неусталеному (нестаціонарному) процесу теплопровідності, а якщо температура не змінюється в часі — температурне поле є стаціонарним і процес теплопровідності є усталеним (стаціонарним).
При будь-якому температурному полі в тілі є точки з однаковою температурою. Геометричне місце точок з однаковою температурою утворює ізотермічну поверхню. В одній точці простору не може бути двох різних температур, і тому ізотермічні поверхні не стикаються і не перетинаються. Вони або закінчуються на границях тіла, або утворюють замкнутий контур (як, наприклад, у циліндричному тілі). Зміна температури в тілі спостерігається лише в напрямках, які перетинають ізотермічні поверхні. При цьому найбільш різка зміна температури спостерігається в напрямку нормальному до ізотермічних поверхонь. Границя відношення зміни температур (ΔT) до мінімальної відстані між цими ізотермами (Δn), за умови, що ця відстань прямує до нуля, і є градієнтом температури.
{\displaystyle \lim _{\Delta n\to 0}\left({\frac {\Delta T}{\Delta n}}\right)={\frac {dT}{dn}}=\operatorname {grad} T=\nabla T}
Температурний градієнт показує інтенсивність зміни температури, він є вектором, спрямованим у напрямку збільшення температури. Векторне поле {\displaystyle \operatorname {grad} T} у декартовій системі координат:
{\displaystyle \nabla T={\begin{pmatrix}{\frac {\partial T}{\partial x}},{\frac {\partial T}{\partial y}},{\frac {\partial T}{\partial z}}\end{pmatrix}}},
в циліндричних координатах:
{\displaystyle \nabla T={\begin{pmatrix}{\frac {\partial T}{\partial r}},{{\frac {1}{r}}{\frac {\partial T}{\partial \phi }}},{\frac {\partial T}{\partial z}}\end{pmatrix}}},
У сферичних координатах:
{\displaystyle \nabla T={\begin{pmatrix}{\frac {\partial T}{\partial r}},{{\frac {1}{r\sin \theta }}{\frac {\partial T}{\partial \phi }}},{{\frac {1}{r}}{\frac {\partial T}{\partial \theta }}}\end{pmatrix}}},

## Використання

### У геофізиці
Геотермальний температурний градієнт (геотермічний градієнт) — підвищення температури земної кори та в прилеглих до поверхні шарах земної мантії у напрямку центру Землі відносно довжини (температурний градієнт становить приблизно 0,03 К/м)

### У метеорології
Термічний градієнт в атмосфері — зміна температури повітря по вертикалі у вільній атмосфері. Дорівнює 0,6 °C на кожні 100 м у тропосфері.